# Galumnella punctipennis
Galumnella punctipennis är en kvalsterart som beskrevs av Balogh 1960. Galumnella punctipennis ingår i släktet Galumnella och familjen Galumnellidae. Inga underarter finns listade i Catalogue of Life.